# خانه سعیدیان (گناباد)
این خانه مسکونی مربوط به دوره قاجار و اوایل دوره پهلوی است و در شهرستان گناباد، محله نوقاب واقع شده، این خانه متعلق به ابوالحسن خان سعیدیان نوقابی بوده است. این اثر در تاریخ ۱۶ دی ۱۳۸۷ با شمارهٔ ثبت ۲۴۴۹۳ به‌عنوان یکی از آثار ملی ایران به ثبت رسیده است.